# Pueblos austronesios
Los pueblos austronesios, a veces llamados pueblos de habla austronesia, son un grupo de población presente en Oceanía y el Sureste Asiático que hablan, o cuyos antepasados hablaban, alguna de las lenguas austronesias. Son originarios de la isla de Taiwán e incluyen a los malayo-polinesios que se expandieron por toda Oceanía, excepto Australia, además de Madagascar. Entre los pueblos austronesios se incluyen: los aborígenes de Taiwán; la mayor parte de los grupos étnicos de Timor Oriental, Indonesia, Malasia, Brunéi y Filipinas, así como los pueblos aborígenes de Madagascar, Nueva Zelanda, Micronesia, Melanesia y Polinesia. También incluyen minorías étnicas indígenas en Vietnam, Camboya, Birmania, Tailandia, Hainan, las Comoras y las Islas del estrecho de Torres. Las naciones y territorios poblados predominantemente por pueblos de habla austronesia son a veces conocidos colectivamente como Austronesia.
Según el consenso científico actual, proceden de una migración marítima prehistórica, conocida como la expansión austronesia, desde el Taiwán previo a los han, entre 1500 y 1000 a. C. Los austronesios llegaron a las Filipinas más septentrionales, concretamente a las islas Batanes, hacia el 2200 a. C. Los austronesios usaban velas algún tiempo antes del 2000 a. C..: 144 Junto con el uso de otras tecnologías marítimas (en particular, catamaranes, canoas polinesias, construcción de barcos con asas y velas astronesias), esto permitió su dispersión en las islas del Indo-Pacífico. A partir del año 2000 a. C., asimilaron a (o fueron asimilados por) las poblaciones paleolíticas previas de negritos y papúes australo-melanesios. Llegaron incluso hasta la Isla de Pascua al este, Madagascar al oeste y Nueva Zelanda al sur. En su extremo más lejano, podrían haber llegado incluso también a las Américas.
Aparte de la lengua, los pueblos austronesios comparten en gran medida características culturales, incluyendo tradiciones y tecnologías tales como el tatuaje, los palafitos, la talla en jade, la agricultura en humedales y diversos motivos de arte rupestre. También comparten plantas y animales domesticados que se llevaban durante las migraciones, como el arroz, las bananas, los cocos, el frutipán, el ñame Dioscorea, el taro (malanga), la morera del papel, las gallinas, los cerdos y los perros.

## Origen y difusión
Tanto la evidencia lingüística como la evidencia arqueológica permite asegurar que los pueblos austronesios tuvieron su origen en la isla de Taiwán tras una migración de pueblos de lengua pre-austronesia desde Asia continental hacia 10 000-6000 a. C.
La investigación interdisciplinar, con aportaciones de la arqueología, la etnobotánica y la lingüística, ha permitido reconstruir las trayectorias de difusión geográfica de las lenguas austronesias y de ciertas técnicas agrícolas. Según esta investigación, hace unos 5000 años (3000 a. C.), los habitantes del litoral de China meridional, cultivadores de mijo y de arroz, comenzaron a cruzar el estrecho para instalarse en Taiwán. Hacia el 2000 a. C., dichas lenguas y técnicas se difundieron desde Taiwán hasta las Filipinas, y luego desde éstas hacia Célebes y Timor, para, desde allí, extenderse por otras islas del archipiélago de Indonesia. Hacia el 1000 a. C., otro movimiento de pueblos llevó a poblaciones desde Filipinas a Nueva Guinea y más allá, hacia las islas del Pacífico.
Sin embargo, la biología no parece indicar que las migraciones humanas hayan estado siempre acompañadas de difusiones culturales. Un estudio sobre la variación del cromosoma Y, llevado a cabo por un grupo de especialistas norteamericanos, italianos, británicos y taiwaneses, llega a la conclusión de que existe una herencia paterna en la mayoría de los habitantes de Indonesia y Oceanía proveniente de poblaciones establecidas en dichas regiones desde el Pleistoceno (es decir, hace más de 10 000 años, y por tanto anteriores a las migraciones austronesias). Según este estudio, los habitantes de Oceanía habrían adoptado junto a las técnicas del Neolítico, la lengua y las técnicas de poblaciones originarias de las Filipinas sin que ello supusiese el establecimiento de estas poblaciones en Oceanía. En cambio, en Indonesia, sin duda menos densamente poblada en el Neolítico, sí se habrían establecido poblaciones procedentes del norte (Filipinas y Taiwán).
Varios investigadores coinciden en que hubo una implantación posterior de pueblos austronesios en la costa este de África. Desde el siglo IV a. C., mercaderes procedentes de islas de la actual Indonesia, en particular las islas de Java, Sumatra y Borneo alcanzaron Adén tras pasar por la India, y bajaron por la costa este de África hasta Madagascar y las Comores. Fuentes árabes del siglo X dan testimonio de que en el siglo IX, navegantes de las islas indonesias y malayas realizaban violentas incursiones con fines comerciales en el océano Índico. Un capitán persa, Buzurg Ibn Shahriyar, en su Libro de las maravillas de la India, cuenta el testimonio de un mercader árabe llamado Ibn Lakis que en 945, vio llegar en la costa de Mozambique «miles de pequeñas embarcaciones» tripuladas por unos waqwaqs que buscaban productos muy apreciados en sus islas y en China, así como esclavos zanj, nombre bajo el cual los árabes designaban en aquella época a los habitantes de la costa este de África. Aquellos waqwaqs dijeron que su viaje había durado un año. Los autores antiguos recalcan el hecho de que esos navegantes utilizaban un tipo de velero de dos cascos desconocido por los árabes, el prao, que es típico de Indonesia y Oceanía.
Varias olas migratorias de pobladores austronesios sucedieron a los mercaderes, probablemente entre los siglos XIII y XV. Prueba de ello son, aparte de las características genéticas y lingüísticas, la implantación en Madagascar de técnicas agrícolas, herramientas y utensilios, ritos funerarios y arquitectura típica de algunas regiones del sureste asiático.

### Expansión austronesia

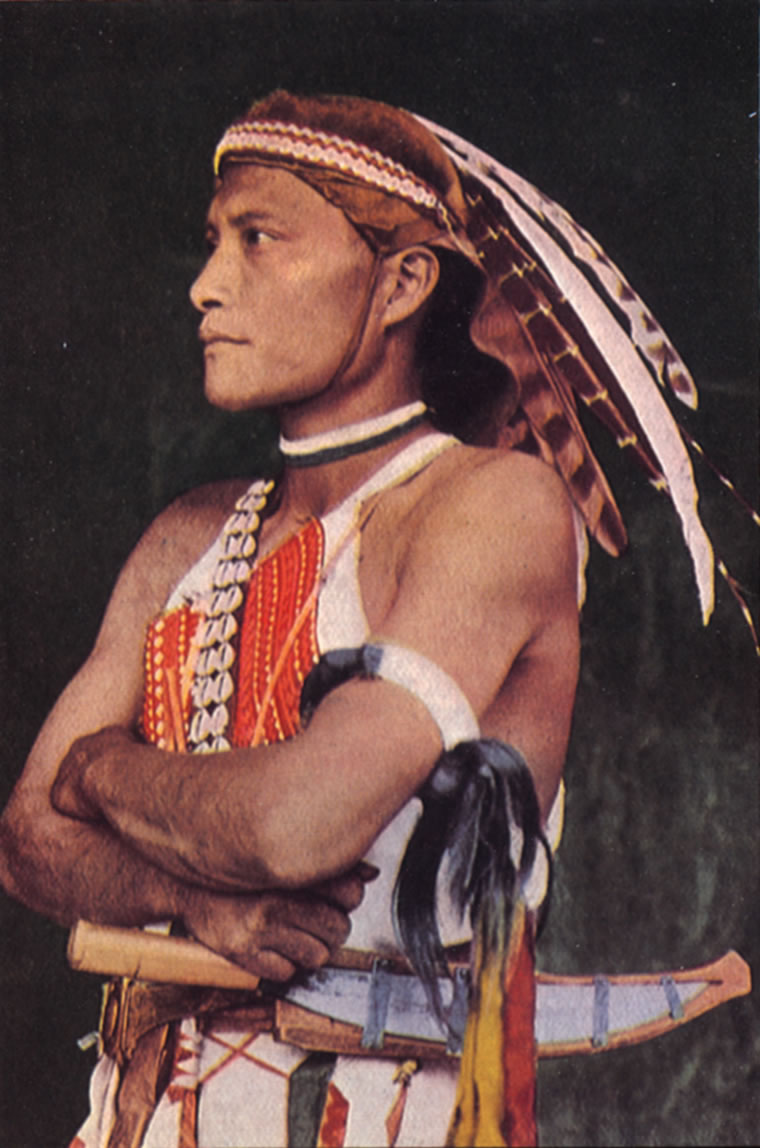
Fotografía colorizada de un guerrero tsou de Taiwán con ropa tradicional (antes de la Segunda Guerra Mundial)

Mapa ilustrando la migración de los austronesios

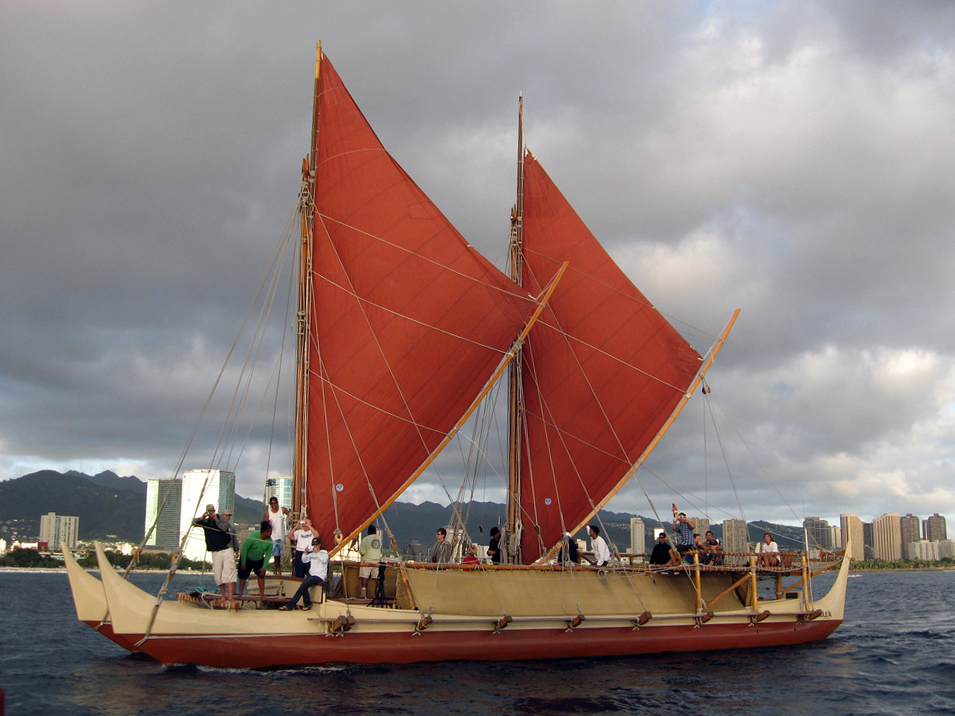
El Hōkūleʻa, una réplica moderna de una canoa polinesia de viaje de doble casco, es un ejemplo de catamarán, otra de las primeras innovaciones náuticas de los austronesios

La expansión austronesia (también llamada modelo «Salidos de Taiwán») es una migración a gran escala de austronesios fuera de Taiwán, que se produjo alrededor de 1500-1000 a. C. El crecimiento poblacional fue el principal motor de esta migración. Estos primeros colonos desembarcaron en el norte de Luzón, en el archipiélago de Filipinas, y se mezclaron con la población australo-melanesia anterior que había habitado las islas desde unos 23.000 años antes. Durante los siguientes mil años, los pueblos austronesios emigraron hacia el sureste, al resto de Filipinas y a las islas del mar de Célebes, Borneo e Indonesia. Los austronesios que se extendieron hacia el oeste por el sudeste asiático marítimo también colonizaron partes del sudeste asiático continental.
Poco después de llegar a Filipinas, los austronesios colonizaron las Islas Marianas del Norte hacia el año 1500 a. C. y Palaos y Yap hacia el año 1000 a. C., convirtiéndose en los primeros humanos en llegar a la Oceanía Lejana. Otra rama migratoria importante fue la de la cultura lapita, que se extendió rápidamente a las islas de la costa del norte de Nueva Guinea y a las Islas Salomón y otras partes de la Melanesia insular hacia el año 1200 a. C. Llegaron a las islas polinesias de Samoa y Tonga entre el 900 y el 800 antes de Cristo. Este fue el punto más lejano de la expansión austronesia en la Polinesia hasta el año 700 a. C., cuando se produjo otra oleada de colonización de islas. Llegaron a las Islas Cook, Tahití y las Marquesas hacia el año 700 d. C.; a Hawái hacia el año 900 d. C.; a Rapa Nui hacia el año 1000 d. C.; y a Nueva Zelanda hacia el año 1200 d. C.  También hay indicios, basados en la difusión de la batata, de que los austronesios pudieron llegar a Sudamérica desde la Polinesia, donde comerciaron con los indios americanos.
En el océano Índico, navegaron hacia el oeste desde el sudeste asiático; los austronesios llegaron a Madagascar entre el 50 y 500 de la era cristiana. En cuanto a su ruta, una posibilidad es que los austronesios indonesios vinieran directamente a través del océano Índico desde Java hasta Madagascar. Es probable que pasaran por las Maldivas, donde persisten evidencias de antiguos diseños de barcos y de tecnología pesquera indonesios hasta el presente.

#### Perspectivas alternativas
Una hipótesis que compite con el modelo «Salidos de Taiwán» es la hipótesis «Salidos de Sondalandia», favorecida por una minoría de autores. Entre sus proponentes destacan William Meacham, Stephen Oppenheimer y Wilhelm Solheim. Por diversas razones, han propuesto que las tierras natales de los austronesios se encontraban dentro de las islas del sudeste asiático, en particular en la masa terrestre de Sondalandia inundada durante el final del último periodo glacial por la subida del nivel del mar. Los defensores de estas hipótesis señalan los antiguos orígenes del ADNmt en poblaciones del sudeste asiático, previas a la expansión austronesia, como prueba de que los austronesios se originaron en el sudeste asiático insular.
Sin embargo, estas ideas han sido rechazadas por estudios que utilizan secuenciación del genoma completo y que han descubierto que todas las poblaciones del sudeste asiático insular tenían genes procedentes de los aborígenes taiwaneses. En contra de la afirmación de una migración de sur a norte en la hipótesis de «Salidos de Sondalandia», el nuevo análisis del genoma completo confirma firmemente la dispersión de norte a sur de los pueblos austronesios en la hipótesis predominante de «Salidos de Taiwán». Los investigadores señalaron además que, si bien los humanos llevan viviendo en Sondalandia al menos 40.000 años, los pueblos austronesios eran recién llegados. Los resultados de los estudios anteriores no tuvieron en cuenta la mezcla con las poblaciones más antiguas, pero no relacionadas, de Negritos y Papúes.